# Aichi Kiichi

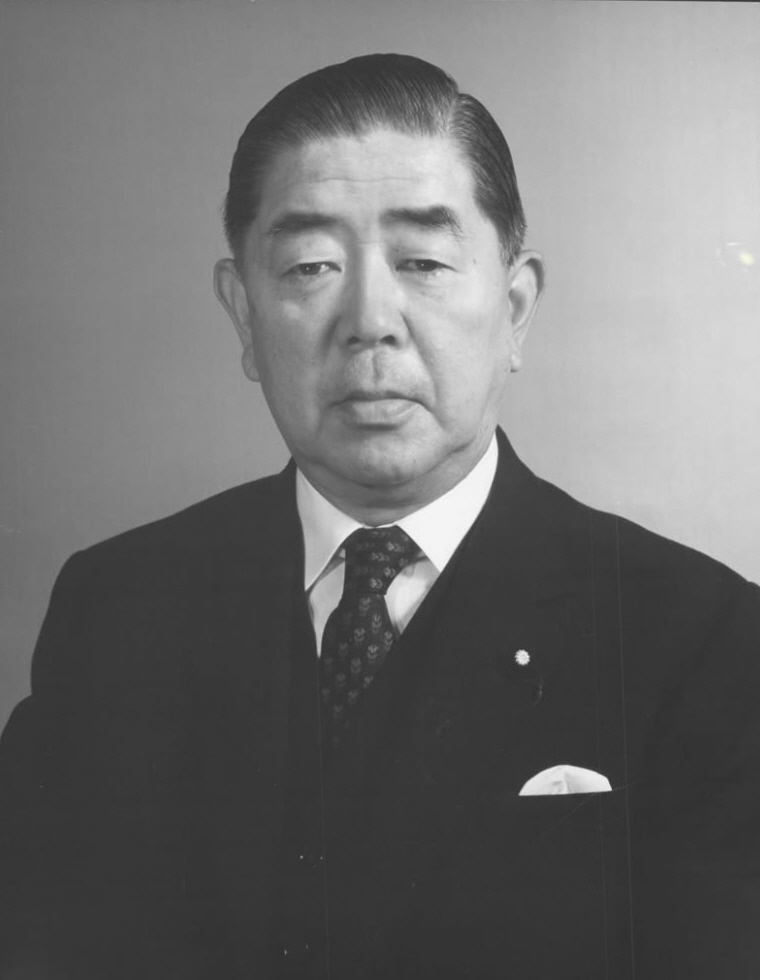
Aichi Kiichi (1971)

Aichi Kiichi (jap. 愛知 揆一; * 10. Oktober 1907 in Tokio; † 23. November 1973 ebenda) war ein japanischer Politiker. In den Jahren 1968 bis 1971 war er Außenminister und von 1972 bis zu seinem Tod Finanzminister in Japan.

## Leben

### Frühe Jahre
Aichi Kiichi wurde am 10. Oktober 1907 als Sohn des japanischen Physikers Aichi Keiichi (1880–1923) in Tokio geboren. Er wuchs in der Stadt Sendai auf, im Norden Japans, da sein Vater an der Universität Tōhoku unterrichtete. Dort traf der junge Gymnasiast Aichi den damaligen Gastprofessor Albert Einstein, der ihm nahelegte, ebenfalls Physik zu studieren. Aichi schlug allerdings eine Laufbahn als Politiker ein, er hatte bis 1931 an der Kaiserlichen Universität in Tokio politische Wissenschaften studiert, und war anschließend bis 1950 im japanischen Finanzministerium tätig, von 1946/47 als Leiter des Sekretariats des Finanzministers und von 1947 bis 1950 als Chef der Bankabteilung. Anschließend vertrat er bis 1954 die Liberaldemokratische Partei im Oberhaus.

### Minister
Aichi wurde 1954 erstmals Mitglied des japanischen Kabinetts, als er Minister für den internationalen Handel und Industrie wurde und auch Direktor des Wirtschaftsrats war. Dem japanischen Abgeordnetenhaus gehörte er seit 1955 ununterbrochen an. In den Jahren 1958/59 war er Justizminister und von 1964 bis 1966 Erziehungsminister. Er war einer der engsten Mitarbeiter des damaligen Ministerpräsidenten Satō Eisaku. Im Dezember 1968 beerbte er Takeo Miki als neuer japanischer Außenminister. Aichi wurde mit verschiedenen außenpolitischen Problemen konfrontiert, so musste er die Handelsbeziehungen mit der VR China neu aushandeln und den Japanisch-Amerikanischen Sicherheitspakt erneuern. Sein Kurs war es von Anfang an die Allianz mit den Vereinigten Staaten aufrechtzuerhalten. Ihm war die Rückgabe Okinawas an Japan am 17. Juni 1971 zu verdanken. Ebenso wandte sich Aichi verstärkt asiatischen Problemen zu, er versuchte das Verhältnis zur Volksrepublik China zu verbessern und verhandelte mehrmals in Moskau um die Rückgabe der Kurileninseln. Außerdem verhandelte er Anfang 1971 mit der Schweizer Regierung ein Abkommen aus, um die Doppelbesteuerung auf dem Gebiete der Steuern vom Einkommen zu vermeiden.
Er wurde nach den Wahlen im Juni 1971 als Außenminister Japans von Takeo Fukuda abgelöst, da Aichis Partei, die Liberal-Demokraten, große Stimmanteile einbußen mussten. Nach den Parlamentswahlen am 10. Dezember 1972 kehrte Aichi als Finanzminister unter Ministerpräsident Tanaka Kakuei zurück, welcher zwischenzeitlich Sato abgelöst hatte. Er nahm an zahlreichen internationalen Konferenzen teil, um eine weltweite Reform des Währungssystems zu erreichen, da das starke Abrutschen des Dollars in der ersten Hälfte 1973 auch den japanischen Yen beeinträchtigte. Aichi starb am 23. November 1973 nach kurzer schwerer Krankheit in Tokio.

### Familie
Aichi Kiichi heiratete 1936 seine Frau Uda Tomiko. Seine einzige Tochter Ayako lebt in New York, zusammen mit ihrem Mann Natako Kazuo.